# Kharv
Kharv (in persiano خرو‎) o Kharv-e Bala (خرو بالا) è una città dello shahrestān di Nishapur, circoscrizione di Zeberkhan, nella provincia del Razavi Khorasan in Iran. Aveva, nel 2006, una popolazione di 11.931 abitanti. Si trova a est di Nishapur.